# المعهد العالي للهندسة (حلوان)

## عن المعهد
المعهد العالي للهندسة بمدينة 15 مايو هو معهد عالي خاص يتبع وزارة التعليم العالي المصرية، تم إنشاؤه عام 2002 طبقًا للقرار الوزاري رقم (844) لسنة 2002.
يتبع المعهد العالى للهندسة بمدينة 15مايو مؤسسة الثقافة والعلوم والخدمات التعليمية وهو أحد أنشطة المؤسسة.

## الدرجات العلمية
يمنح المعهد درجة في أحد التخصصات الآتية:
1- الهندسة المدنية.
2- الهندسة المعمارية.
3- هندسة الإلكترونيات والاتصالات.

## نظام الدراسة
مدة الدراسة بالمعهد خمس سنوات جامعية وتنقسم إلى فصلين دراسيين منها سنة إعدادية، ويمنح من يجتازها درجة البكالوريوس في شعبة التخصص، كما يلتزم المعهد بتطبيق الخطط والمناهج الدراسية التي تقرها لجنة القطاع المختصة، وتخضع امتحانات المعهد لإشراف وزارة التعليم العالي.

## شروط القبول
يتم قبول طلاب المعهد عن طريق مكتب تنسيق القبول للجامعات والمعاهد التابع لوزارة التعليم العالي، ويقبل المعهد الطلاب الحاصلين على المؤهلات الآتية:
. شهادة الثانوية العامة - الشعبة الهندسية وما يعادلها من الشهادات المصرية والعربية والأجنبية .
. شهادة الثانوية الأزهرية.
. شهادة دبلوم المدارس الثانوية الصناعية نظام الثلاث والخمس سنوات .
. شهادة دبلوم المعاهد الفنية الصناعية. 
كما يقبل المعهد الطلاب الوافدين عن طريق مكتب تنسيق إدارة الوافدين بالوزارة.

## وصلات خارجية
- الموقع الرسمي http://hccae.edu.eg/
- موقع المعهد العالي للهندسة http://www.hccae.com
- موقع نقابة المهندسين المصرية http://eea.org.eg/PageDetails.aspx?ID=68
- موقع التنسيق بوابة الحكومة المصرية<https://tansik.egypt.gov.eg/application/Certificates/Thanwy/Dalel/institutions/101.htm>